# Agiorgítika
Ne doit pas être confondu avec Agiorgitiko.
Agiorgítika (grec moderne : Αγιωργίτικα) est une localité située dans le dème de Tripoli, dans le district régional d'Arcadie, dans la périphérie du Péloponnèse, en Grèce.
Selon le recensement de 2021, elle compte 170 habitants.

## Histoire
Le village est connu pour des fouilles qui y ont été effectuées par Georges Mylonas et Carl Blegen en 1928 sous les auspices de l'American School of Classical Studies at Athens. Entre autres, une statue en pierre archaïque de la Grèce antique de la déesse Athéna assise y a été trouvé en 1928. 
Le site a été habité dès le Néolithique et au début de l'âge du bronze. Les recherches de Mylonas et Blegen n'ont pas à l'époque été publiées mais le site est particulièrement important pour sa poterie décorée du Néolithique et pour ses figurines d'humains et d'animaux. Les travaux ont été rassemblés en 2002 par Susan L. Petrakis qui a ainsi démontré l’importance du site.
Gustave Flaubert y a fait halte en 1851 tels qu'en témoignent ses Notes de voyage.